# Kombinacja norweska na Zimowych Igrzyskach Olimpijskich 2022
Kombinacja norweska na Zimowych Igrzyskach Olimpijskich 2022 – jedna z dyscyplin rozgrywanych podczas igrzysk w dniach 8–17 lutego 2022 roku w Kuyangshu Nordic Center and Biathlon Center w Zhangjiakou. Zawody odbyły się w trzech konkurencjach: zawodach indywidualnych metodą Gundersena na dużej skoczni (HS 140), zawodach indywidualnych metodą Gundersena na normalnej skoczni (HS 106) oraz zawodach drużynowych na dużej skoczni.

## Terminarz
| Data      | Godzina                         | Konkurencja       | Mistrz IO 2018  |
| --------- | ------------------------------- | ----------------- | --------------- |
| 9 lutego  | 16:00 (UTC+08:00) / 09:00 (CET) | Skocznia normalna | Eric Frenzel    |
| 9 lutego  | 19:00 (UTC+08:00) / 12:00 (CET) | 10 km             | Eric Frenzel    |
| 15 lutego | 16:00 (UTC+08:00) / 09:00 (CET) | Skocznia duża     | Johannes Rydzek |
| 15 lutego | 18:30 (UTC+08:00) / 11:30 (CET) | 10 km             | Johannes Rydzek |
| 17 lutego | 16:00 (UTC+08:00) / 09:00 (CET) | Skocznia duża     | Niemcy          |
| 17 lutego | 19:00 (UTC+08:00) / 12:00 (CET) | 4 x 5 km          | Niemcy          |

## Medaliści
| Konkurencja             | Złoto                                                                     | Czas    | Srebro                                                        | Czas    | Brąz                                                             | Czas    |
| Skocznia normalna/10 km | Vinzenz Geiger                                                            | 25:07,7 | Jørgen Graabak                                                | 25:08,5 | Lukas Greiderer                                                  | 25:14,3 |
| Skocznia duża/10 km     | Jørgen Graabak                                                            | 27:13,3 | Jens Lurås Oftebro                                            | 27:13,7 | Akito Watabe                                                     | 27:13,9 |
| Drużynowo               | Norwegia Espen Bjørnstad Espen Andersen Jens Lurås Oftebro Jørgen Graabak | 50:45,1 | Niemcy Manuel Faißt Julian Schmid Eric Frenzel Vinzenz Geiger | 51:40,0 | Japonia Yoshito Watabe Hideaki Nagai Akito Watabe Ryōta Yamamoto | 51:40,3 |